# Libythea tamela
Libythea tamela är en fjärilsart som beskrevs av Hans Fruhstorfer. Libythea tamela ingår i släktet Libythea och familjen praktfjärilar. Inga underarter finns listade i Catalogue of Life.